# Mucinozni cistadenom jajnika
Mucinozni cistadenom jajnika  je tumor iz grupe cistadenoma koji spadaju u grupu epitelnih tumora jajnika. Ovaj tumor po svojim karakteristikama može biti potpuno benigni, granično maligni, i maligni sa mogućnošću širenja udaljenih metastaza.

## Epidemiologija
Mucinozni cistadenomi jajnika su u 80% slučajeva su benigni tumor, a u 20% slučajeve su granično maligni ili maligni tumor.
Spadaju u grupu najčešćih mucinoznih tumora bilo koje lokalizacije sa oko 20%, slučajeva, i čine oko  20-25% svih benignih tumora jajnika.
Ovi tumori se najčešće javljaju kod žena starosti od 30 do 50 godina, i bez pojave su rasne predilekcije.
Benigni mucinozni cistadenomi jajnika su obostrani u 5–10% slučajeva.

## Etiopatogeneza
Muzinocni tumori jajnika su cistične promene na jajniku i drugim organima koji se sastoje od ćelija koje luče specifičnu sluzavu supstancu koja u potpunosti ispunjava formiranu cističnu šupljin. 
U najvećem broju slučajeva zahvataju samo jedan jajnik, ali u 5–10% slučajeva mogu se naći obostrano.
Kao mogući predisponirajući faktori navodi se genetska predispozicija, i pušenje duvana.
- Makroskopski izgled mucinoznog cistadenoma jajnika

## Klinička slika
Mucinozni cistadenom jajnika mogu da budu mali i da ne pričinjavaju nikakve smetnje, tako da nije redak slučaj nalaza izuzetno velike tumora, koje pacijentkinja i sama može napipati u trbuhu, sa simptomima opstrukcije creva, otežanog mokrenja (dizurije), bolova u trbuhu. 
Maligni mucinozni cistadenom jajnika mogu da daju nespecifične simptome kao što su:
- gubitka apetita,
- gubitak telesne težine,
- malaksalosti,
- nespecifičnih bolova
- problemi sa začećem,
- poremećaj menstrualnog ciklusa.

U slučaju perforacije mucinozni cistadenomi jajnika mogu da dovedu do stvaranja pseduomiksoma trbušne maramice.

## Dijagnoza
Dijagnoza se postavlja na osnovu anamneze, kliničke slike i objektivnog pregleda od strane ginekologa.
Definitivna dijangoza se postavlja sledećim slikovnim metodama: ultrasonografijom, kompjuterizovanom tomografijom i nuklearnom magnetnom rezonancom trbuha.
Ipak najpouzdaniji podaci se dobijaju histopatološkim pregledom uzorka dobijenog nakon operativnog lečenja.
- Patohistološki nalaz kod mucinoznog cistadenoma jajnika

## Terapija
Primarno lečenje mucinoznih cistadenomh jajnika je  hirurško. Lečenje podrazumeva radikalno odstranjivanje promene, često zajedno sa okolnim strukturama.

## Spoljašnje veze
|  | Molimo Vas, obratite pažnju na važno upozorenje u vezi sa temama iz oblasti medicine (zdravlja). |